# New Orleans Pelicans 2017-2018
La stagione 2017-2018 dei New Orleans Pelicans è stata la 16ª stagione della franchigia nella NBA.

## Draft
| Giro | Scelta | Giocatore     | Ruolo | Nazionalità | Università/Squadra |
| ---- | ------ | ------------- | ----- | ----------- | ------------------ |
| 2    | 31     | Frank Jackson | PG    | Stati Uniti | Duke               |

## Roster
| \| Pos. \| Num. \| Naz. \| Nome \| Altezza \| Peso \| Data nascita \| Provenienza \| \| ---- \| ---- \| ----------------------------------------- \| ------------------- \| ------- \| ------ \| ------------ \| ----------- \| \| C \| 42 \| Francia (bandiera) \| Ajinça, Alexis \| 218 cm \| 112 kg \| 06-05-1988 \| Francia \| \| G \| 2 \| Stati Uniti (bandiera) \| Clark, Ian \| 193 cm \| 79 kg \| 07-03-1991 \| Belmont \| \| G \| 4 \| Stati Uniti (bandiera) \| Cooke, Charles (TW) \| 196 cm \| 89 kg \| 01-07-1994 \| Dayton \| \| AG/C \| 0 \| Stati Uniti (bandiera) \| Cousins, DeMarcus \| 211 cm \| 122 kg \| 13-08-1990 \| Kentucky \| \| G \| 27 \| Stati Uniti (bandiera) \| Crawford, Jordan \| 193 cm \| 88 kg \| 23-10-1988 \| Xavier \| \| A/C \| 23 \| Stati Uniti (bandiera) \| Davis, Anthony (C) \| 208 cm \| 115 kg \| 11-03-1993 \| Kentucky \| \| AG \| 13 \| Mali (bandiera) \| Diallo, Cheick \| 206 cm \| 100 kg \| 13-09-1996 \| Kansas \| \| AP \| 44 \| Stati Uniti (bandiera) \| Hill, Solomon \| 201 cm \| 102 kg \| 18-03-1991 \| Arizona \| \| P \| 11 \| Stati Uniti (bandiera) \| Holiday, Jrue \| 193 cm \| 93 kg \| 12-06-1990 \| UCLA \| \| P \| 15 \| Stati Uniti (bandiera) \| Jackson, Frank \| 191 cm \| 93 kg \| 04-05-1998 \| Duke \| \| G \| 34 \| Stati Uniti (bandiera) \| Liggins, DeAndre \| 198 cm \| 95 kg \| 31-03-1988 \| Kentucky \| \| AP \| 21 \| Stati Uniti (bandiera) \| Miller, Darius \| 203 cm \| 102 kg \| 21-03-1990 \| Kentucky \| \| AG \| 3 \| Montenegro (bandiera) · Spagna (bandiera) \| Mirotić, Nikola \| 208 cm \| 108 kg \| 11-02-1991 \| Spagna \| \| G \| 55 \| Stati Uniti (bandiera) \| Moore, E'Twaun \| 193 cm \| 87 kg \| 25-02-1989 \| Purdue \| \| AG/C \| 50 \| Stati Uniti (bandiera) \| Okafor, Emeka \| 208 cm \| 114 kg \| 28-09-1982 \| Connecticut \| \| P \| 9 \| Stati Uniti (bandiera) \| Rondo, Rajon \| 185 cm \| 84 kg \| 22-02-1986 \| Kentucky \| | Allenatore - Alvin Gentry Assistente/i - Chris Finch - Dave Hanners - Kevin Hanson - Darren Erman - Fred Vinson - Phil Weber Legenda - (C) Capitano - (FA) Free agent - (S) Sospeso - (TW) Contratto Two-way - (GL) Assegnato a squadra G League affiliata - Infortunato Roster • Transazioni · Ultima transazione: 11 aprile 2018 |                                           |                     |         |        |              |             |
| Pos. | Num. | Naz.                                      | Nome                | Altezza | Peso   | Data nascita | Provenienza |
| C | 42 | Francia (bandiera)                        | Ajinça, Alexis      | 218 cm  | 112 kg | 06-05-1988   | Francia     |
| G | 2 | Stati Uniti (bandiera)                    | Clark, Ian          | 193 cm  | 79 kg  | 07-03-1991   | Belmont     |
| G | 4 | Stati Uniti (bandiera)                    | Cooke, Charles (TW) | 196 cm  | 89 kg  | 01-07-1994   | Dayton      |
| AG/C | 0 | Stati Uniti (bandiera)                    | Cousins, DeMarcus   | 211 cm  | 122 kg | 13-08-1990   | Kentucky    |
| G | 27 | Stati Uniti (bandiera)                    | Crawford, Jordan    | 193 cm  | 88 kg  | 23-10-1988   | Xavier      |
| A/C | 23 | Stati Uniti (bandiera)                    | Davis, Anthony (C)  | 208 cm  | 115 kg | 11-03-1993   | Kentucky    |
| AG | 13 | Mali (bandiera)                           | Diallo, Cheick      | 206 cm  | 100 kg | 13-09-1996   | Kansas      |
| AP | 44 | Stati Uniti (bandiera)                    | Hill, Solomon       | 201 cm  | 102 kg | 18-03-1991   | Arizona     |
| P | 11 | Stati Uniti (bandiera)                    | Holiday, Jrue       | 193 cm  | 93 kg  | 12-06-1990   | UCLA        |
| P | 15 | Stati Uniti (bandiera)                    | Jackson, Frank      | 191 cm  | 93 kg  | 04-05-1998   | Duke        |
| G | 34 | Stati Uniti (bandiera)                    | Liggins, DeAndre    | 198 cm  | 95 kg  | 31-03-1988   | Kentucky    |
| AP | 21 | Stati Uniti (bandiera)                    | Miller, Darius      | 203 cm  | 102 kg | 21-03-1990   | Kentucky    |
| AG | 3 | Montenegro (bandiera) · Spagna (bandiera) | Mirotić, Nikola     | 208 cm  | 108 kg | 11-02-1991   | Spagna      |
| G | 55 | Stati Uniti (bandiera)                    | Moore, E'Twaun      | 193 cm  | 87 kg  | 25-02-1989   | Purdue      |
| AG/C | 50 | Stati Uniti (bandiera)                    | Okafor, Emeka       | 208 cm  | 114 kg | 28-09-1982   | Connecticut |
| P | 9 | Stati Uniti (bandiera)                    | Rondo, Rajon        | 185 cm  | 84 kg  | 22-02-1986   | Kentucky    |

## Classifiche

### Southwest Division
| Southwest Division      | Southwest Division | Southwest Division | Southwest Division | Southwest Division | Southwest Division | Southwest Division | Southwest Division | Southwest Division |
| Squadra                 | V                  | S                  | V%                 | PR                 | Casa               | Trasf              | Div                | PG                 |
| ----------------------- | ------------------ | ------------------ | ------------------ | ------------------ | ------------------ | ------------------ | ------------------ | ------------------ |
| z – Houston Rockets     | 65                 | 17                 | .793               | 0,0                | 34–7               | 31–10              | 12–4               | 82                 |
| x – N. Orleans Pelicans | 48                 | 34                 | .585               | 17,0               | 24–17              | 24–17              | 9–7                | 82                 |
| x – San Antonio Spurs   | 47                 | 35                 | .573               | 18,0               | 33–8               | 14–27              | 9–7                | 82                 |
| Dallas Mavericks        | 24                 | 58                 | .293               | 41,0               | 15–26              | 9–32               | 5–11               | 82                 |
| Memphis Grizzlies       | 22                 | 60                 | .268               | 43,0               | 16–25              | 6–35               | 5–11               | 82                 |

### Western Conference
| Western Conference | Western Conference        | Western Conference | Western Conference | Western Conference | Western Conference | Western Conference |
| #                  | Squadra                   | V                  | S                  | V%                 | PR                 | PG                 |
| ------------------ | ------------------------- | ------------------ | ------------------ | ------------------ | ------------------ | ------------------ |
| 1                  | z – Houston Rockets *     | 65                 | 17                 | .793               | –                  | 82                 |
| 2                  | y – Golden St. Warriors * | 58                 | 24                 | .707               | 7,0                | 82                 |
| 3                  | y – Portland T. Blazers * | 49                 | 33                 | .598               | 16,0               | 82                 |
| 4                  | x – Oklahoma Thunder      | 48                 | 34                 | .585               | 17,0               | 82                 |
| 5                  | x – Utah Jazz             | 48                 | 34                 | .585               | 17,0               | 82                 |
| 6                  | x – N. Orleans Pelicans   | 48                 | 34                 | .585               | 17,0               | 82                 |
| 7                  | x – San Antonio Spurs     | 47                 | 35                 | .573               | 18,0               | 82                 |
| 8                  | x – Minnesota T'wolves    | 47                 | 35                 | .573               | 18,0               | 82                 |
|                    |                           |                    |                    |                    |                    |                    |
| 9                  | Denver Nuggets            | 46                 | 36                 | .561               | 19,0               | 82                 |
| 10                 | L.A. Clippers             | 42                 | 40                 | .512               | 23,0               | 82                 |
| 11                 | L.A. Lakers               | 35                 | 47                 | .427               | 30,0               | 82                 |
| 12                 | Sacramento Kings          | 27                 | 55                 | .329               | 38,0               | 82                 |
| 13                 | Dallas Mavericks          | 24                 | 58                 | .293               | 41,0               | 82                 |
| 14                 | Memphis Grizzlies         | 22                 | 60                 | .268               | 43,0               | 82                 |
| 15                 | Phoenix Suns              | 21                 | 61                 | .256               | 44,0               | 82                 |

## Calendario e risultati

### Playoff

#### Primo turno

##### (6) New Orleans Pelicans – (3) Portland Trail Blazers
| Playoffs 2018                                | Playoffs 2018                                | Playoffs 2018                                | Playoffs 2018                                | Playoffs 2018                                | Playoffs 2018                                | Playoffs 2018                                | Playoffs 2018                                | Playoffs 2018                                |
| Primo turno: 4–0 (Casa: 2–0; Trasferta: 2–0) | Primo turno: 4–0 (Casa: 2–0; Trasferta: 2–0) | Primo turno: 4–0 (Casa: 2–0; Trasferta: 2–0) | Primo turno: 4–0 (Casa: 2–0; Trasferta: 2–0) | Primo turno: 4–0 (Casa: 2–0; Trasferta: 2–0) | Primo turno: 4–0 (Casa: 2–0; Trasferta: 2–0) | Primo turno: 4–0 (Casa: 2–0; Trasferta: 2–0) | Primo turno: 4–0 (Casa: 2–0; Trasferta: 2–0) | Primo turno: 4–0 (Casa: 2–0; Trasferta: 2–0) |
| Partita                                      | Data                                         | Avversario                                   | Punteggio                                    | Più punti                                    | Più rimbalzi                                 | Più assist                                   | Spettatori                                   | Serie                                        |
| -------------------------------------------- | -------------------------------------------- | -------------------------------------------- | -------------------------------------------- | -------------------------------------------- | -------------------------------------------- | -------------------------------------------- | -------------------------------------------- | -------------------------------------------- |
| 1                                            | 14 aprile                                    | @ Portland T. Blazers                        | V 97–95                                      | Anthony Davis (35)                           | Anthony Davis (14)                           | Rajon Rondo (17)                             | Moda Center 19.882                           | 1–0                                          |
| 2                                            | 17 aprile                                    | @ Portland T. Blazers                        | V 111–102                                    | Jrue Holiday (33)                            | Anthony Davis (13)                           | Holiday, Rondo (9)                           | Moda Center 20.066                           | 2–0                                          |
| 3                                            | 19 aprile                                    | Portland T. Blazers                          | V 119–102                                    | Nikola Mirotić (30)                          | Anthony Davis (11)                           | Rajon Rondo (11)                             | Smoothie King Center 18.551                  | 3–0                                          |
| 4                                            | 21 aprile                                    | Portland T. Blazers                          | V 131–123                                    | Anthony Davis (47)                           | Davis, Mirotić (11)                          | Rajon Rondo (16)                             | Smoothie King Center 18.544                  | 4-0                                          |

#### Semifinali di conference

##### (6) New Orleans Pelicans – (2) Golden State Warriors
| Playoffs 2018                                             | Playoffs 2018                                             | Playoffs 2018                                             | Playoffs 2018                                             | Playoffs 2018                                             | Playoffs 2018                                             | Playoffs 2018                                             | Playoffs 2018                                             | Playoffs 2018                                             |
| Semifinali di conference: 1–4 (Casa: 1–1; Trasferta: 0–3) | Semifinali di conference: 1–4 (Casa: 1–1; Trasferta: 0–3) | Semifinali di conference: 1–4 (Casa: 1–1; Trasferta: 0–3) | Semifinali di conference: 1–4 (Casa: 1–1; Trasferta: 0–3) | Semifinali di conference: 1–4 (Casa: 1–1; Trasferta: 0–3) | Semifinali di conference: 1–4 (Casa: 1–1; Trasferta: 0–3) | Semifinali di conference: 1–4 (Casa: 1–1; Trasferta: 0–3) | Semifinali di conference: 1–4 (Casa: 1–1; Trasferta: 0–3) | Semifinali di conference: 1–4 (Casa: 1–1; Trasferta: 0–3) |
| Partita                                                   | Data                                                      | Avversario                                                | Punteggio                                                 | Più punti                                                 | Più rimbalzi                                              | Più assist                                                | Spettatori                                                | Serie                                                     |
| --------------------------------------------------------- | --------------------------------------------------------- | --------------------------------------------------------- | --------------------------------------------------------- | --------------------------------------------------------- | --------------------------------------------------------- | --------------------------------------------------------- | --------------------------------------------------------- | --------------------------------------------------------- |
| 1                                                         | 28 aprile                                                 | @ G.S. Warriors                                           | S 101–123                                                 | Anthony Davis (21)                                        | Anthony Davis (10)                                        | Rajon Rondo (11)                                          | Oracle Arena 19.596                                       | 0–1                                                       |
| 2                                                         | 1 maggio                                                  | @ G.S. Warriors                                           | S 116–121                                                 | Anthony Davis (25)                                        | Anthony Davis (14)                                        | Rajon Rondo (10)                                          | Oracle Arena 19.596                                       | 0–2                                                       |
| 3                                                         | 4 maggio                                                  | G.S. Warriors                                             | V 119–100                                                 | Anthony Davis (33)                                        | Anthony Davis (18)                                        | Rajon Rondo (21)                                          | Smoothie King Center 18.551                               | 1–2                                                       |
| 4                                                         | 6 maggio                                                  | G.S. Warriors                                             | S 92–118                                                  | Anthony Davis (26)                                        | Anthony Davis (12)                                        | Rajon Rondo (6)                                           | Smoothie King Center 18.513                               | 1–3                                                       |
| 5                                                         | 8 maggio                                                  | @ G.S. Warriors                                           | S 104–113                                                 | Anthony Davis (34)                                        | Anthony Davis (19)                                        | Jrue Holiday (11)                                         | Oracle Arena 19.596                                       | 1–4                                                       |

## Mercato

### Free Agency

#### Prolungamenti contrattuali
| Giocatore    | Contratto                       |
| ------------ | ------------------------------- |
| Jrue Holiday | 5 anni – 126 milioni di dollari |

#### Acquisti
| Giocatore     | Contratto                       | Provenienza       |
| ------------- | ------------------------------- | ----------------- |
| Tony Allen    | 1 anno – 2,3 milioni di dollari | Memphis Grizzlies |
| Ian Clark     | 1 anno – 1,6 milioni di dollari | G.S. Warriors     |
| Charles Cooke | Contratto Two-way               | Dayton Flyers     |
| Jalen Jones   | Contratto Two-way               | Maine Red Claws   |
| Darius Miller | 2 anni – 4,3 milioni di dollari | Bamberger         |
| Rajon Rondo   | 1 anno – 3,3 milioni di dollari | Chicago Bulls     |
| Mike James    | Contratto Two-way               | Phoenix Suns      |
| Emeka Okafor  | Contratto di 10 giorni / 1 anno | Delaware 87ers    |

#### Cessioni
| Giocatore          | Motivo     | Nuova squadra                    |
| ------------------ | ---------- | -------------------------------- |
| Quinn Cook         | Rilasciato | Atlanta Hawks                    |
| Axel Toupane       | Rilasciato | Žalgiris Kaunas                  |
| Donatas Motiejūnas | Free agent | Shandong G. Stars                |
| Hollis Thompson    | Free agent | Olympiakos                       |
| Jalen Jones        | Rilasciato | Dallas Mavericks / Texas Legends |
| Mike James         | Rilasciato | Panathīnaïkos                    |

### Scambi
| 21 giugno 2017  | N.O. Pelicans Scelta n.52 Draft NBA 2017              | Wash. Wizards Tim Frazier |
| 1 febbraio 2018 | N.O. PelicansNikola Mirotić Scelta 2º giro Draft 2018 | Chicago BullsÖmer Aşık Tony Allen Jameer Nelson Scelta 1º giro Draft 2018 (protetta top 5) diritto di scambiare Scelta 2º giro Draft 2021 con New Orleans |

## Premi individuali
| Assegnato a      | Premio                                               | Data premio      | Ref.   |
| ---------------- | ---------------------------------------------------- | ---------------- | ------ |
| DeMarcus Cousins | Giocatore della settimana Western Conference         | 30 ottobre 2017  | [ 12 ] |
| Anthony Davis    | Giocatore della settimana Western Conference         | 27 novembre 2017 | [ 13 ] |
| Anthony Davis    | Giocatore del mese Western Conference (Febbraio)     | 1 marzo 2018     | [ 14 ] |
| Anthony Davis    | Giocatore della settimana Western Conference         | 5 marzo 2018     | [ 15 ] |
| Anthony Davis    | Giocatore del mese Western Conference (Marzo/Aprile) | 12 aprile 2018   | [ 16 ] |